# Ортенберг, Ольга Наумовна
Ольга Наумовна Ортенберг, в замужестве Ракитченкова (англ. Olga Ortenberg Rakitchenkov; род. 15 октября 1949, Москва) — российская и американская арфистка . Племянница скрипача и дирижёра Адольфа Брука.

## Биография
Мать — музыковед Анна Яковлевна Ортенберг-Брук (1925—?), ученица О. Ф. Гнесиной; отец — военнослужащий Наум Абрамович Ортенберг (1921—2013). Окончила школу имени Гнесиных (1968) по классу Марка Рубина и Московскую консерваторию (1973) по классу Веры Дуловой. В 1971 году принимала участие в Международной неделе арфы в Нидерландах, в 1973 г. — в фестивале арфистов в Гаржилессе в честь 80-летия Пьера Жаме . В 1974 году выиграла Международный конкурс исполнителей в Женеве. В 1973—1987 гг. арфистка в оркестре Большого театра. Автор аннотаций к дискам фирмы «Мелодия» (в том числе к сольному диску своей наставницы Дуловой, 1980).
В 1982 году вместе с мужем и однокурсником, альтистом Сергеем Ракитченковым, подала заявление на выезд из СССР, однако на протяжении пяти лет не могла получить разрешение. Семья Ракитченковых была близка к российской неофициальной культуре, в их московской квартире состоялся один из неформальных поэтических вечеров Льва Рубинштейна.
В 1987 году наконец эмигрировала в США. С 1989 г. первая арфа в оркестре Сан-Францисской оперы, где её сольные партии особо отмечаются критикой. Вместе с мужем и двоюродным братом, пианистом Аркадием Серпером (в прошлом заведующим отделения музыкальной комедии Музыкально-педагогического института имени Гнесиных), выступает как ансамблист (камерный ансамбль «Мелодия»).
Для Ольги Ортенберг и Сергея Ракитченкова написаны несколько произведений Дмитрия Смирнова: «Прощальная песнь» для альта и арфы (1982, впервые исполнена ими 4 октября того же года в Москве), «Освещённые тени» (англ. Shadows in Light; 1999), Чакона для скрипки, альта и арфы (2000).

## Семья
- Брат — историк архитектуры Александр Наумович Ортенберг (англ. Alexander Ortenberg, род. 1957).
- Двоюродный брат — шахматист Григорий Серпер.